# 堀源一郎
堀 源一郎（ほり げんいちろう、1930年5月19日 - 2023年3月14日）は日本の天文学者。専門は天体力学。元東京大学教授。

## 来歴
東京府北豊島郡日暮里町（現・東京都荒川区西日暮里）出身。荒川区立真土小学校（現・荒川区立ひぐらし小学校）から東京市立第二中学校（現・東京都立上野高等学校）に進み、その後第一高等学校を経て学制改革で東京大学を再受験し、東大理科に入学した。
萩原雄祐の弟子で、専門は師の萩原と同じく天体力学。
天体力学の中でも、惑星、衛星、人工衛星の長年運動理論の世界的権威であり、特に1966年に発表した正準変数による一般摂動理論は、2020年7月現在で実に390篇の他の論文に引用されている。大学講義の時に堀が黒板に書く理論式の文字が端正で見事だったことは有名で、そのため、本人でなくて、板書された理論式が1962年作の東宝SF映画「妖星ゴラス」に”出演”した。
本と文房具をコレクションしていることでも有名。ハードSF研究所客員研究員でもある。

## 略歴
- 1953年：東大理学部物理学科天文学課程を卒業[1]。当時天文学科は物理学科に統合され「物理学科天文学課程」となっていた。
- 1958年：東大大学院数物系研究科天文学専攻博士課程を修了し理学博士号を取得[1]。東大理学部助手となる。
- 1961年10月：東大助教授となる。
- 1977年6月：東大教授に就任。
- 1991年：定年退官し、富山国際大学教授に就任[1]。
- 東大名誉教授。

## 著書

### 単著
- 『宇宙と星99の謎』（サンポウジャーナル　サンポウブックス　1975年）
- 『太陽系』（岩波書店　岩波新書　1976年）
- 『意外性の宇宙』（朝日出版社　1980年）
- 『ゼロと無限大』（朝日出版社　1981年）
- 『相対性理論で宇宙をみる』（日本放送出版協会　NHKブックス　1981年）
- 『書斎の小道具たち』（情報センター出版局　1982年）
- 『宇宙と星の謎』（大和書房　1984年）
- 『宇宙はどこまで広がっているか』（岩波書店　科学ライブラリー　1986年）
- 『宇宙法則の謎』（丸善　1986年）
- 『天体力学講義』（東京大学出版会　1988年）
- 『宇宙と星の基礎知識・スバルはどうゆう星ですか』（講談社　1989年）
- 『はるかな宇宙へのステップ』（けやき出版）
- 『はじめての力学講義』
- 『宇宙天文大事典』
- 『広がる宇宙』
- 『星・星座』
- 『ハミルトンと四元数　人・数の体系・応用』（海鳴社） （2007年）

### 共著
- 『宇宙の謎』（潮出版社　1985年　赤塚不二夫との共著）
- 『天文資料集』（東京大学出版会　1989年）

### 編著
- 『天文の辞典』（朝倉書店　1989年）

### 訳書
- 『宇宙』（David Layzer著　東京化学同人）
- 『見えない宇宙を見る』（J.ジェスパーセン著　岩波書店　1992年）

### 監修書
- 『図解　天体の観測』（コーリン・ロナン著　旺文社　1981年）
- 『天文の事典』（平凡社　1987年）